# Shahrukh Mirza
Shahrukh Mirza (20 tháng 8, 1377 - 12 tháng 3, 1447) là hoàng đế ở phía đông của đế quốc được sáng lập ở Trung Á bởi lãnh chúa Timur (Tamerlane) - người sáng lập ra nhà Timourid. Shahrukh trị vì phần lớn Ba Tư và Transoxiana từ 1405 đến 1447. Shāhrukh là người con trai thứ tư, cũng là con út của Timur và một người vợ người người Ba Tư của Timur. Một người vợ của Shahrukh là Goharshad đã cho xây dựng Thánh đường Hồi giáo Goharshad ở tỉnh Razavi Khorasan của Ba Tư và hoàn tất năm 1408. Sau khi Shahrukh mất thì con trai là Ulugh Beg lên kế vị.